# Florin Achim
Florin Achim (n. 16 iunie 1991, Baia Mare, România) este un fotbalist român liber de contract, care joacă pe post de mijlocaș.

## Cariera
Achim și-a început cariera la clubul din orașul său natal, FCM Baia Mare. În 2010 clubul s-a desființat, iar Achim a semnat cu noua echipă, FCMU Baia Mare. În anul 2012 a fost împrumutat la Astra Giurgiu, însă a evoluat doar la echipa de rezervă a clubului. S-a reîntors la FCMU Baia Mare și a jucat acolo până când aceasta s-a desființat, în 2013. În același an, Tibor Selymes, antrenor la Săgeata Năvodari, l-a remarcat la o perioadă de probe, achiziționându-l. În 2014 Săgeata a retrogradat, iar Achim a semnat cu U Cluj.